# Helmontia cardiophylla
Helmontia cardiophylla är en gurkväxtart som beskrevs av Hermann August Theodor Harms. Helmontia cardiophylla ingår i släktet Helmontia och familjen gurkväxter. Inga underarter finns listade i Catalogue of Life.